# Say (All I Need)
"Say (All I Need)" là bài hát của ban nhạc pop rock người Mỹ OneRepublic. Đây là đĩa đơn thứ ba được phát hành từ album phòng thu đầu tay Dreaming Out Loud. Đĩa đơn được phát hành ngày 2 tháng 6 năm 2008 ở Anh và 24 tháng 6 năm 2008 ở Mỹ. Ryan Tedder, giọng hát chính của nhóm đã phát biểu rằng "Say (All I Need") là "ca khúc yêu thích của anh trong album." Các thành viên Eddie Fisher, Brent Kutzle, Ryan Tedder đã tham gia vào việc sáng tác bài hát này.

## Thông tin
Tedder đã giải thích về ý nghĩa về bài hát trong một cuộc phỏng vấn, anh nói, "Bài hát nói về việc bạn hạnh phúc với những gì bạn có trong cuộc sống, và không mải chạy theo những gì bạn không có. Cho dù đó là một người nào đó, tình yêu, thành công hay danh tiếng. [...] Chúng tôi muốn sáng tác một ca khúc đẹp, ý nghĩa và có thể truyền cảm hứng cho mọi người."
Bài hát được thu âm tại Phòng thu Rocket Carousel ở Culver City bởi nhà sản xuất Greg Wells. Bài hát đã có mặt trong phim truyền hình Mỹ The Hills và Vampire Diaries. Ngày 3 tháng 7 năm 2008, OneRepublic đã biểu diễn trực tiếp ca khúc này trong So You Think You Can Dance (mùa 4). Tại Pháp, bài hát đã được thu âm cùng ca sĩ R&B người Pháp Sheryfa Luna dưới tên gọi "Say (À l'infini)".
Video âm nhạc chính thức cho "Say (All I Need)" đã được quay tại Paris, Pháp và do Anthony Mandler đạo diễn.

## Danh sách bài hát
1. "Say (All I Need)" - 3:50
2. "Mercy" (Radio 1 Live Lounge session Duffy cover) - 3:43

### Danh sách bài hát tại Pháp
1. "Say (À l'infini)" (hợp tác với Sheryfa Luna) - 3:55
2. "Say (All I Need)" - 3:51

## Xếp hạng
Vài tháng trước khi đĩa đơn được phát hành chính thức, "Say (All I Need)" đã xuất hiện trên các bảng xếp hạng âm nhạc, dựa vào doanh số tải về sau khi Dreaming Out Loud được phát hành. Tháng 11 năm 2007, ca khúc xuất hiện trên Billboard Hot Digital Songs ở vị trí 75. Sau khi được phát hành, ca khúc quay trở lại các bảng xếp hạng Billboard, bắt đầu lọt vào các bảng xếp hạng Vương quốc Anh cũng như các quốc gia châu Âu.
| Bảng xếp hạng (2007)                      | Vị trí cao nhất |
| ----------------------------------------- | --------------- |
| Canada (Canadian Hot 100)                 | 75              |
| Hoa Kỳ Digital Song Sales (Billboard)     | 57              |
| Bảng xếp hạng (2008)                      | Vị trí cao nhất |
| Đức (GfK)                                 | 41              |
| Ireland (IRMA)                            | 48              |
| Bảng xếp hạng không hợp lệ UKchartarchive | 51              |